# Wavre
Wavre (vallonska Åve, nederländska Waver) är huvudstad och kommun i den belgiska provinsen Vallonska Brabant. Stadens invånare är i huvudsak franskspråkiga.

## Historia
Vid slaget vid Wavre som ägde rum den 18 och 19 juni 1815 besegrade Franska styrkor retirerande preussiska trupper. Trots att den franske befälhavaren hörde kanonerna från slaget vid Waterloo, som ägde rum bara några kilometer västerut, valde han att stanna på platsen och besegra den lilla preussiska kontingenten. Samtidigt avgjordes Napoleons öde i nederlaget vid Waterloo.
1977 slogs kommunerna Limal och Bierges samman med Wavre. 1995 delades provinsen Brabant i en fransk- och en nederländskspråkig del. Sedan dess är Wavre provinshuvudstad för Vallonska Brabant medan Leuven är huvudstad för Flamländska Brabant.

## Kultur och sevärdheter

### Historiespelet
Sedan 1954 uppförs ungefär vart femte år spelet Jeu de Jean et Alice med sång, musik, dans och balett. Initiativen kom från kyrkoherden Jean Pensis (8/2/1907–27/3/1987), som ville ha en festlig invigning av det nya klockspelet till påsken 1954. Texten är skriven av hans vän, läkaren och diktaren Auguste Brasseur-Capart (26/2/1905–10/6/1978), musiken av Auguste Du Pont Del Sart (19/6/1912–6/4/1986). Framförandet slutar med sången om Wavre (Chant de Wavre). Refrängen spelas vid varje hel timme, av klockspelet i Saint-Jean-Baptiste-kyrkan:
«Nous aimons notre bonne ville, ses habitants, ses bois, ses champs,
La vallée, où coule tranquille, la Dyle.
De cœur, nous resterons toujours vrais Wavriens, car nous le sommes
Et la ville, où tout se transforme, peut changer, mais pas nos amours.»
”Vi älskar vår vackra stad, dess invånare, dess skogar, dess fält,
dalen där lugnt Dyleån flyter.
I hjärtat förblir vi alltid sanna wavrianare, ty vi är det
och staden då allt ändrar sig kan förändras, men inte vår kärlek.”
– Auguste Brasseur-Capart: Jeu de Jean et Alice. Wavre, 1987.
Innehållet i historiespelet är följande: Wavres invånare begär mer frihet av sina herrar, Seigneur Jean och hans hustru Dame Alice. De erhåller den önskade urkunden, glädjer sig och tackar Jean och Alice. Historien har en historisk bakgrund. Den 23 april 1222 fick Wavre en Charte de franchises som war undertecknad av hertigen av Lothringen, Brabant och Limburg. Med denna urkund gav Henrik I av Brabant, greve av Leuven, Wavre samma rättigheter som Leuven. Därmed kunde staden blir en juridisk och politisk enhet och bygga ett stadshus.

### Fritid
I stadens utkant ligger nöjesparken ”Walibi Belgium” som ingår i kedjan Walibi. Tidigare hette parken ”Six Flags Belgium” och den ingick då i kedjan Six Flags.